# بز ۲
بز ۲ (به مالایالم: Aadu 2) و (به انگلیسی: Goat 2) فیلمی هندی محصول سال ۲۰۱۷ و به کارگردانی میدون مانوئل توماس است. در این فیلم بازیگرانی همچون جایاسوریا، سایجو کروپ، سانی وین، وینایاکان، دارماجان بولگاتی، ویجی بابو، باگات مانوئل و وینیت موهان ایفای نقش کرده‌اند.
این فیلم دنباله فیلم بز می‌باشد